# Epidendrum nutans
Epidendrum nutans Sw., 1788, è una pianta della famiglia delle Orchidaceeendemica della Giamaica.

## Descrizione
È un'orchidea di grandi dimensioni che cresce epifita sugli alberi della foresta tropicale. E. nutans  presenta steli eretti, semplici, di aspetto simile a canne, flessuosi, che portano foglie un po' conduplicate, distiche, leggermente coriacee, da patenti a eretto-patenti, di forma da oblunga a oblungo-lanceolata, con apici da subacuti ad ottusi.
La fioritura può avvenire in qualsiasi momento dell'anno, mediante un'infiorescenza terminale, racemosa o paniculata, lunga da 13 fino a 50 cm e sottile, eretta e poi pendente, portante molti fiori. Questi sono grandi mediamente 2 centimetri, e hanno petali e sepali di forma lanceolata ad apice acuto di colore bianco verdasto e labello bilobato, dello stesso colore.

## Distribuzione e habitat
La specie è un endemismo della Giamaica.
Cresce epifita sui tronchi degli alberi della foresta tropicale, in posizioni luminose.

## Coltivazione
Questa pianta è bene coltivata in posizione ben luminosa, anche se è consigliabile evitare i raggi diretti del sole e con temperature miti per tutto il corso dell'anno, più calde nella fase della fioritura.